# Kascommissie
De kascommissie (ook: kascontrolecommissie, soms afgekort tot kcc, kkk, kascie, of kasco) van een vereniging is een speciale, onafhankelijke commissie die de boekhouding van de vereniging controleert. De belangrijkste taak van de commissie is het controleren van de jaarrekening, gemaakt door de penningmeester. Verder kan de kascommissie een oordeel uitspreken over het gevoerde financiële beleid. Ook kan de commissie vooraf aan een periode de begroting controleren.

## Nederland
Een kascommissie van een Nederlandse vereniging ontleent haar positie aan artikel 48 in boek 2 van het Burgerlijk Wetboek. Leden van het bestuur mogen geen zitting nemen in de commissie en zij zijn verplicht de commissie inzage te geven in alle benodigde stukken.
Om uit te sluiten dat de penningmeester de vereniging verlaat zonder degelijke financiële documenten achter zich te laten, waardoor de vereniging later in de problemen zou kunnen komen, wordt in de statuten vaak geëist dat de penningmeester pas gedechargeerd mag worden wanneer de kascommissie tijdens de algemene ledenvergadering de leden het advies geeft de jaarrekening goed te keuren. Het is overigens een misverstand dat de decharge verleend wordt aan de penningmeester. De kascommissie adviseert de algemene ledenvergadering wel of niet decharge te verlenen aan het gehele bestuur en niet alleen aan de penningmeester.
Men noemt het controleren van de financiële documenten door de kascommissie een kascontrole.
In veel verenigingen is het traditie dat de penningmeester na zijn bestuursperiode zitting neemt in de kascommissie. Voor een betere verstandhouding tussen de vorige en nieuwe penningmeester is het bij sommige verenigingen echter verboden dat de penningmeester zitting neemt in de kascommissie in het jaar direct volgend op zijn functie van penningmeester.
In sommige verenigingen is het gebruikelijk dat de kascommissie geen leden bevat, maar enkel donateurs of niet-leden.

## België
In België is een commissaris enkel verplicht voor grote vzw's (50 werknemers, omzet van 9 mio €, balanstotaal van 4,5 mio €). De functie van commissaris is een wettelijk beschermde titel; de persoon moet lid zijn van het Instituut van bedrijfsrevisoren.